# 다빈 문

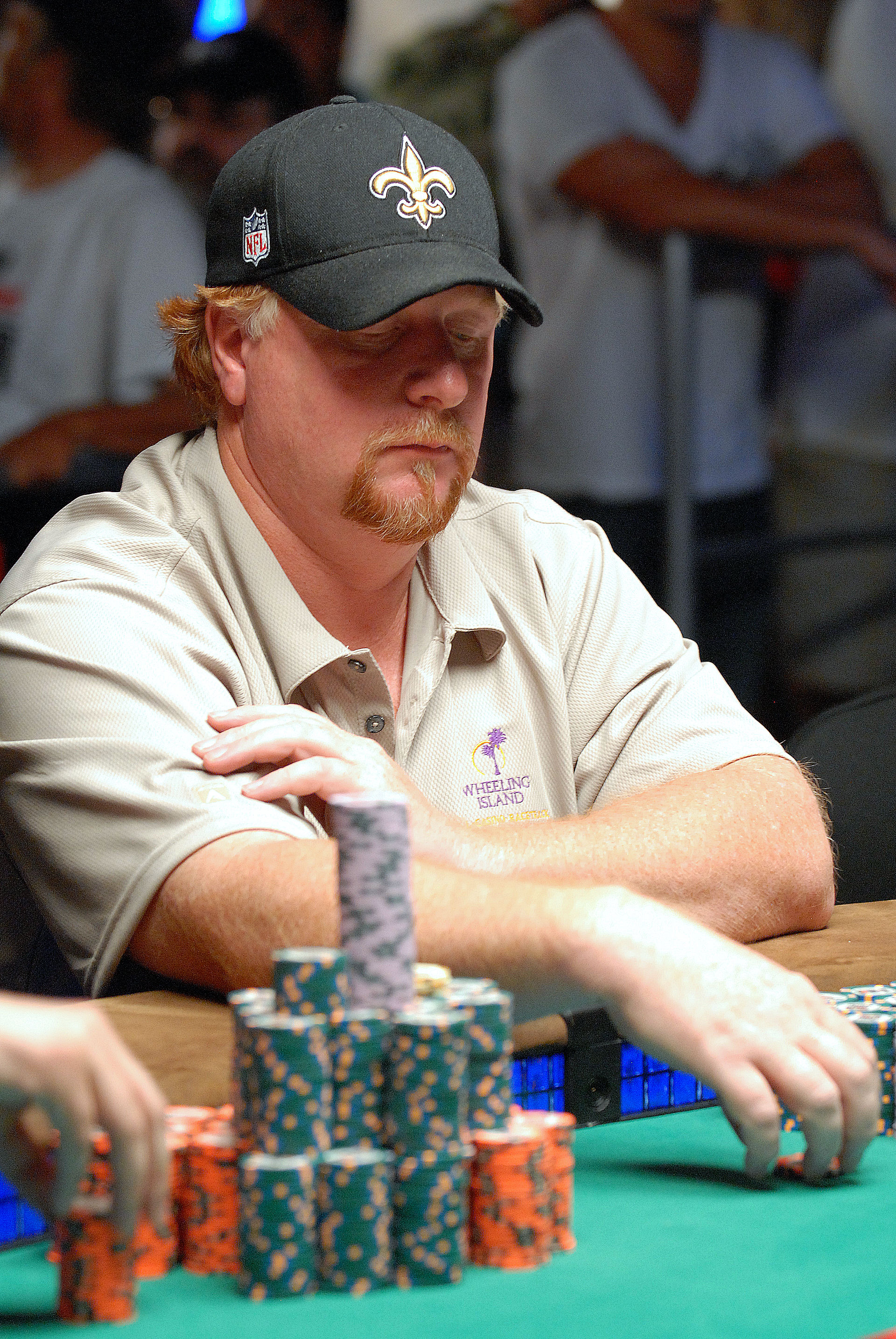
다빈 문

다빈 문(Darvin Moon, 1963년 10월 1일 ~ 2020년 9월 19일)은 미국의 포커 선수이다. 2009년 월드 시리즈 오브 포커 준우승을 자치했고, 2020년 9월 19일 합병증으로 사망하였다.